# Jakub Bydłowski
Jakub Bydłowski herbu Topacz (ur. ok. 1600, zm. po 1653) –  podstarości halicki, podwojewodzi halicki, wojski halicki, sędzia grodzki halicki
Pochodził z rodziny osiadłej w I połowie XV wieku na Rusi Czerwonej, gdzie pełnił szereg urzędów grodzkich i ziemskich. 9 stycznia 1630 roku otrzymał nominację na wojskiego halickiego, podstarości halicki 1634, w 1638 był sędzią grodzkim halickim. Ostatnio wzmiankowany w aktach sądowych  26 lutego 1642 roku.
Żonaty z N Dymidecką herbu Sas zostawił liczne potomstwo.